# Sakyong Mipham
Sakyong Jamgon Mipham Rinpoche (Bodhgaya (India), 1963) is een boeddhistisch geestelijke en leraar uit de kagyü- en nyingmatradities van het Tibetaans boeddhisme. Hij is een zoon van Chögyam Trungpa Rinpoche.
Hij ging voor studie naar de Verenigde Staten en studeerde enige tijd aan de Universiteit van Oxford in Engeland. In 1987 ging hij terug naar India om op traditionele wijze als Tibetaans monnik te studeren, bij onder meer Dilgo Khyentse, Penor Rinpoche en Khenpo Namdral.
Sinds 1990 leidt hij Shambhala International, een Tibetaans boeddhistische school met wereldwijd 165 meditatiecentra. Hij is een productief schrijver en wordt door de media als deskundige opgevoerd, onder meer door John Halpern in zijn documentaire Refuge uit 2006.

## Terugtreden na beschuldigingen van seksueel misbruik
Op 6 juli werd bekendgemaakt dat Sakyong Mipham afstand heeft genomen van zijn werkzaamheden als leraar en leider binnen Shambhala. Dit naar aanleiding van het rapport "Project Sunshine" van Andrea Winn.